# Copa da Liga Inglesa de 2024–25
A Copa da Liga Inglesa de 2024–25 (2024–25 EFL Cup) foi a 65ª edição do torneio, também conhecida como Carabao Cup por motivos de patrocínio. A competição foi aberta a todos os clubes participantes da Premier League e da English Football League.
O campeão foi o Newcastle, que venceu o Liverpool por 2–1 na final e voltou a comemorar um título oficial após 70 anos. Com a conquista inédita do torneio, os Magpies se classificaram para a rodada de play-offs da Liga Conferência da UEFA de 2025–26.

## Participantes
Todos os 92 clubes da Premier League de 2024–25 e da Liga Inglesa de Futebol na temporada participam da Copa da Liga Inglesa desta temporada. As vagas foram distribuídas através do top 4 ligas do sistema de ligas do futebol inglês.
Na primeira rodada, 22 dos 24 clubes da EFL Championship, e todos da EFL League One e da EFL League Two entraram.
|                             | Clubes que entram nessa rodada                                                                                  | Clubes que avançaram da rodada anterior | Nº de jogos     | Data                                                      |
| --------------------------- | --- | --------------------------------------- | --------------- | --------------------------------------------------------- |
| 1ª rodada (70 clubes)       | - 24 clubes da EFL League Two - 24 clubes da EFL League One - 22 Clubes da EFL Championship                     | - N/A                                   | 35              | 13 de agosto de 2024                                      |
| 2ª rodada (50 clubes)       | - 2 clubes da EFL Championship - 13 clubes da Premier League (que não estejam disputando competições europeias) | - 35 vencedores da rodada anterior      | 25              | 27 de agosto de 2024                                      |
| 3ª rodada (32 clubes)       | - 7 clubes da Premier League (envolvidos em competições europeias)                                              | - 25 vencedores da rodada anterior      | 16              | 17 de setembro de 2024 24 de setembro de 2024             |
| 4ª rodada (16 clubes)       | - N/A | - 16 vencedores da rodada anterior      | 8               | 30 de outubro de 2024                                     |
| Quartas-de-final (8 clubes) | - N/A | - 8 vencedores da rodada anterior       | 4               | 18 de dezembro de 2024                                    |
| Semi-finais (4 clubes)      | - N/A | - 4 vencedores das quartas-de-final     | 4 (ida e volta) | 6 de janeiro de 2025 (ida) 3 de fevereiro de 2025 (volta) |
| Final                       | - N/A | - 2 vencedores das semi-finais          | 1               | 16 de março de 2025                                       |

## Primeira rodada
Um total de 70 times jogaram na primeira rodada: 24 da EFL League Two (nível 4), 24 da EFL League One (nível 3) e 22 do EFL Championship (nível 2). O sorteio para esta rodada foi dividido em uma base geográfica em seções "norte" e "sul", onde os times foram sorteados contra um time da mesma seção. O sorteio foi feito em 27 de junho de 2024 por Frank Sinclair e Gary McAllister.
| Premier League | Championship | League One | League Two | Total   |
| -------------- | ------------ | ---------- | ---------- | ------- |
| 20 / 20        | 24 / 24      | 24 / 24    | 24 / 24    | 92 / 92 |

1. ↑  Times da Premier League entraram na competição na segunda e terceira rodadas.
2. ↑  Duas equipes da Championship entraram na competição na segunda fase.

## Segunda rodada
Um total de 50 equipes jogaram na segunda rodada: os 13 clubes da Premier League não envolvidos em competições europeias e os dois clubes mais bem classificados do EFL Championship (Luton Town e Burnley) entraram nesta fase junto com os 35 vencedores da primeira rodada. O sorteio para esta rodada foi dividido em uma base geográfica em seções "norte" e "sul", onde as equipes foram sorteadas contra uma equipe da mesma seção. O sorteio foi feito em 14 de agosto de 2024 por Jermaine Beckford e Curtis Davies.
| Premier League | Championship | League One | League Two | Total   |
| -------------- | ------------ | ---------- | ---------- | ------- |
| 20 / 20        | 18 / 24      | 10 / 24    | 9 / 24     | 57 / 92 |

1. ↑  As sete equipas da Premier League envolvidas em competições europeias entraram na competição na terceira fase.

## Terceira rodada
Um total de 32 equipes jogaram na terceira rodada: os sete clubes da Premier League envolvidos em competições europeias (Arsenal,  Aston Villa, Chelsea, Liverpool, Manchester City, Manchester United e Tottenham) entraram nesta fase junto com os 25 vencedores da segunda rodada. O sorteio foi feito em 28 de agosto de 2024 por Michael Dawson e Les Ferdinand, onde condições foram implementadas para garantir que os clubes participantes da Liga dos Campeões da UEFA não sorteassem clubes participantes da Liga Europa da UEFA devido a confrontos de jogos.
| Partidas                             | Partidas            | Partidas        | Partidas            | Partidas                             |
| Data e horário                       | Mandante            | Placar          | Visitante           | Local                                |
| ------------------------------------ | ------------------- | --------------- | ------------------- | ------------------------------------ |
| 17 de setembro de 2024 19:30 (UTC+3) | Stoke City          | 1-1 (2x1 pen)   | Fleetwood Town      | Bet365 Stadium, Stoke-on-Trent       |
| 17 de setembro de 2024 19:45 (UTC+3) | Blackpool           | 0-1             | Sheffield Wednesday | Bloomfield Road, Blackpool           |
| 17 de setembro de 2024 19:45 (UTC+3) | Brentford           | 3-1             | Leyton Orient       | Brentford Community Stadium, Londres |
| 17 de setembro de 2024 19:45 (UTC+3) | Everton             | 1-1 (5x6 pen)   | Southampton         | Goodison Park, Liverpool             |
| 17 de setembro de 2024 19:45 (UTC+3) | Preston North End   | 1-1 (16x15 pen) | Fulham              | Deepdale, Preston                    |
| 17 de setembro de 2024 19:45 (UTC+3) | Queens Park Rangers | 1-2             | Crystal Palace      | Loftus Road, Londres                 |
| 17 de setembro de 2024 20:00 (UTC+3) | Manchester United   | 7-0             | Barnsley            | Old Trafford, Manchester             |
| 18 de setembro de 2024 19:45 (UTC+3) | Brighton            | 3-2             | Wolverhampton       | Falmer Stadium, Brighton and Hove    |
| 18 de setembro de 2024 20:00 (UTC+3) | Coventry City       | 1-2             | Tottenham           | Ricoh Arena, Coventry                |
| 24 de setembro de 2024 19:45 (UTC+3) | Chelsea             | 5-0             | Barrow              | Stamford Bridge, Londres             |
| 24 de setembro de 2024 19:45 (UTC+3) | Manchester City     | 2-1             | Watford             | Etihad Stadium, Manchester           |
| 24 de setembro de 2024 19:45 (UTC+3) | Walsall             | 0-0 (0x3 pen)   | Leicester           | Bescot Stadium, Walsall              |
| 24 de setembro de 2024 20:00 (UTC+3) | Wycombe Wanderers   | 1-2             | Aston Villa         | Adams Park, High Wycombe             |
| 25 de setembro de 2024 19:45 (UTC+3) | Arsenal             | 5-1             | Bolton              | Emirates Stadium, Londres            |
| 25 de setembro de 2024 20:00 (UTC+3) | Liverpool           | 5-1             | West Ham            | Anfield, Liverpool                   |
| 1 de outubro de 2024 19:45 (UTC+3)   | Newcastle           | 1-0             | Wimbledon           | St. James Park, Newcastle upon Tyne  |

## Quarta rodada
Os 16 vencedores da terceira rodada jogaram na quarta rodada. Os times da Championship Preston North End, Sheffield Wednesday e  Stoke City foram os times com a classificação mais baixa no sorteio, que foi feito em 25 de setembro de 2024 por Jamie Redknapp e Kevin Nolan.
| Partidas                            | Partidas          | Partidas      | Partidas            | Partidas                             |
| Data e horário                      | Mandante          | Placar        | Visitante           | Local                                |
| ----------------------------------- | ----------------- | ------------- | ------------------- | ------------------------------------ |
| 29 de outubro de 2024 19:45 (UTC+3) | Southampton       | 3x2           | Stoke City          | St Mary's Stadium, Southampton       |
| 29 de outubro de 2024 20:00 (UTC+3) | Brentford         | 1x1 (5x4 pen) | Sheffield Wednesday | Brentford Community Stadium, Londres |
| 30 de outubro de 2024 19:30 (UTC+3) | Brighton          | 2x3           | Liverpool           | Falmer Stadium, Brighton and Hove    |
| 30 de outubro de 2024 19:45 (UTC+3) | Aston Villa       | 1x2           | Crystal Palace      | Villa Park, Birmingham               |
| 30 de outubro de 2024 19:45 (UTC+3) | Manchester United | 5x2           | Leicester           | Old Trafford, Manchester             |
| 30 de outubro de 2024 19:45 (UTC+3) | Newcastle         | 2x0           | Chelsea             | St. James's Park, Newcastle          |
| 30 de outubro de 2024 19:45 (UTC+3) | Preston North End | 0x3           | Arsenal             | Deepdale, Preston                    |
| 30 de outubro de 2024 20:15 (UTC+3) | Tottenham         | 2x1           | Manchester City     | Tottenham Hotspur Stadium, Londres   |

## Quartas de final
Os oito vencedores da quarta rodada jogaram nas quartas de final. Pela primeira vez desde a temporada 2009–10, todos os oito times restantes eram times da Premier League. O sorteio foi feito em 30 de outubro de 2024 por Jamie Redknapp e Izzy Christiansen.
| Partidas                             | Partidas    | Partidas | Partidas          | Partidas                             |
| Data e horário                       | Mandante    | Placar   | Visitante         | Local                                |
| ------------------------------------ | ----------- | -------- | ----------------- | ------------------------------------ |
| 18 de dezembro de 2024 19:30 (UTC+3) | Arsenal     | 3x2      | Crystal Palace    | Emirates Stadium, Londres            |
| 18 de dezembro de 2024 19:45 (UTC+3) | Newcastle   | 3x1      | Brentford         | St. James' Park, Newcastle upon Tyne |
| 18 de dezembro de 2024 20:00 (UTC+3) | Southampton | 1x2      | Liverpool         | St Mary's Stadium, Southampton       |
| 19 de dezembro de 2024 20:00 (UTC+3) | Tottenham   | 4x3      | Manchester United | Tottenham Hotspur Stadium, Londres   |

## Semifinais
Os quatro vencedores das quartas de final jogaram nas semifinais. O sorteio foi feito em 19 de dezembro de 2024 por Jamie Carragher e Jamie Redknapp.
| Jogos de Ida                        | Jogos de Ida | Jogos de Ida | Jogos de Ida | Jogos de Ida                       |
| ----------------------------------- | ------------ | ------------ | ------------ | ---------------------------------- |
| Data e horário                      | Mandante     | Placar       | Visitante    | Local                              |
| 07 de janeiro de 2025 20:00 (UTC+3) | Arsenal      | 0x2          | Newcastle    | Emirates Stadium, Londres          |
| 8 de janeiro de 2025 20:00 (UTC+3)  | Tottenham    | 1x0          | Liverpool    | Tottenham Hotspur Stadium, Londres |

| Jogos de Volta                       | Jogos de Volta | Jogos de Volta | Jogos de Volta | Jogos de Volta             |
| ------------------------------------ | -------------- | -------------- | -------------- | -------------------------- |
| Data e horário                       | Mandante       | Placar         | Visitante      | Local                      |
| 5 de fevereiro de 2025 20:00 (UTC+3) | Newcastle      | 2x0            | Arsenal        | St. James' Park, Newcastle |
| 6 de fevereiro de 2025 20:00 (UTC+3) | Liverpool      | 4x0            | Tottenham      | Anfield, Liverpool         |

O Newcastle acabou vencendo por 4x0 no agregado e o Liverpool por 4x1.

## Final
A partida final foi marcada para ser disputada no Estádio Wembley, em jogo único, em Londres, no dia 16 de Março.
| 16 de março | Liverpool    | 1 – 2     | Newcastle           | Estádio de Wembley, Londres          |
| 16:30       | Chiesa 90+4' | Relatório | 45' Burn · 52' Isak | Público: 88 513 Árbitro: John Brooks |

## Artilharia
- Atualizado até 6 de fevereiro 2025

| Classificação[carece de fontes?] | Jogador              | Clube                   | Gols |
| -------------------------------- | -------------------- | ----------------------- | ---- |
| 1                                | Cody Gakpo           | Liverpool               | 5    |
| 2                                | Gabriel Jesus        | Arsenal                 | 4    |
| 2                                | Tom Ince             | Watford                 | 4    |
| 4                                | Simon Adingra        | Brighton & Hove Albion  | 3    |
| 4                                | Cameron Archer       | Southampton             | 3    |
| 4                                | Eberechi Eze         | Crystal Palace          | 3    |
| 4                                | Alejandro Garnacho   | Manchester United       | 3    |
| 4                                | Gonçalo Guedes       | Wolverhampton Wanderers | 3    |
| 4                                | Ryan Graydon         | Fleetwood Town          | 3    |
| 4                                | Jean-Philippe Mateta | Crystal Palace          | 3    |
| 4                                | Christopher Nkunku   | Chelsea                 | 3    |
| 4                                | Ethan Nwaneri        | Arsenal                 | 3    |
| 4                                | Milutin Osmajić      | Preston North End       | 3    |